# ジャパン・トラベル・サーヴィス
株式会社ジャパン・トラベル・サーヴィスは、東京都に本社を置き、関東地方から関西地方にあるJRの駅構内で駅そばを中心に各種飲食店を経営する企業。

## 概要
1949（昭和24）年8月に創業。当初は鉄道弘済会からの委託として日本国有鉄道（国鉄）小田原駅・熱海駅・沼津駅構内で営業を開始。1951（昭和26）年6月の会社設立後、1959（昭和34）年6月に鉄道弘済会から各地の国鉄鉄道管理局（東京・静岡・名古屋・大阪・千葉）との直接契約に切り替え、民営化以後の現在もそば・うどん・きしめん・ラーメン・喫茶・立ち飲み等を展開している。
名古屋駅の新幹線・在来線ホーム上にあるきしめんの店は、1961（昭和36）年より同社が運営を開始した。

## 運営店舗
2022年（令和4年）年7月1日時点。

### そば・うどん
- 爽亭
  - 池袋駅中央口・改札内
  - 上野駅7・8番ホーム
  - 上野駅11・12番ホーム
  - 荻窪駅西口・改札外
  - 国分寺駅下りホーム
  - 登戸駅・改札外　2025年3月10日営業終了
  - 熱海駅・伊東線ホーム
  - 三島駅南口・改札外

### きしめん
- 住よし
  - 名古屋駅

新幹線14・15番ホーム大阪方面
新幹線14・15番ホーム東京方面（旧・グルめん）
新幹線16・17番ホーム大阪方面
新幹線16・17番ホーム東京方面（旧・グルめん）
在来線1・2番ホーム
在来線3・4番ホーム
在来線5・6番ホーム
在来線7・8番ホーム
在来線10・11番ホーム
  - 千種駅ホーム
- 憩（いこい）
  - 名古屋駅在来線5・6番ホーム

### ラーメン
- らぁめん豊来軒
  - 豊橋駅・改札内

### カフェ・コーヒー
- PERK COFFEE
  - 京都駅新幹線上りホーム
  - 名古屋駅新幹線上りホーム
  - 三島駅北口・新幹線待合室内
- MARRON
  - 小田原駅・改札外
- COFFEE REST
  - 市川駅・改札外
- Side Trip
  - 高槻駅・改札外

### おばんざい処・立ち飲み処
- 塩小路カフェ
  - 京都駅在来線0番ホーム
- 楽
  - 明石駅・改札外

### ギャラリー
- 住よし
- 憩
- 豊来軒
- PERK COFFEE